# Henry Scudamore (3e duc de Beaufort)
Henry Somerset-Scudamore, 3e duc de Beaufort (23 mars 1707 - 26 février 1745), né Henry Somerset, est un noble et pair anglais.

## Biographie
Il est le fils aîné de Henry Somerset (2e duc de Beaufort) et de sa deuxième épouse, Rachel Noël. En tant que fils aîné de son père et héritier du titre, il est connu sous le titre de marquis de Worcester. À la mort de son père le 24 avril 1714, il lui succède et devient le 3e duc de Beaufort.
À l'âge de 19 ans, il commande la construction de ce qui deviendra plus tard le «coffre à badminton» ou cabinet à badminton , un jeu de tiroirs orné fabriqué à Florence. Le coffre a été vendu en 2004 à Hans-Adam II, prince de Liechtenstein pour 19 millions de livres sterling, ce qui en fait le meuble le plus cher au monde. Il est exposé au Musée Liechtenstein à Vienne, en Autriche.
Le 28 juin 1729, il épouse Frances Scudamore (en) (14 août 1711 – 16 février 1750 ), fille unique et héritière de James Scudamore (3e vicomte Scudamore), et prend le nom de sa femme par un acte du Parlement plus tard la même année. En 1742, il demande le divorce à cause de la relation adultère de Frances avec William Talbot (1er comte Talbot). Frances contre-attaque en disant que le duc est impuissant; en mars 1743, il prouve devant des examinateurs nommés par le tribunal qu'il est physiquement capable d'avoir une érection. Le divorce est accordé et il poursuivit Talbot en dommages-intérêts,. Frances se remaria plus tard avec Charles FitzRoy-Scudamore.
Le duc est l'un des fondateurs de la première institution britannique pour les enfants abandonnés, le Foundling Hospital et son nom figure dans sa Charte royale reçue de George II en octobre 1739.
Après sa mort, le 3e duc de Beaufort est enterré à l'église St Michael and All Angels de Badminton. Comme il n'a pas d'enfants légitimes, ses titres et ses successions sont passés à son frère cadet, Charles Somerset (4e duc de Beaufort).
Le duc a une fille illégitime, Margaret Burr, qui a épousé le peintre Thomas Gainsborough et a eu une descendance.